# Гарленд, Конор
Конор Гарленд (англ. Conor Garland; род. 11 марта 1996, Сичуэйт, Массачусетс) — американский профессиональный хоккеист, правый нападающий клуба НХЛ «Ванкувер Кэнакс». Бронзовый призёр чемпионата мира 2021 года. Чемпион мира 2025 года.

## Карьера
После начала сезона 2012/13 в составе «Маскигон Ламберджэкс» из USHL Конор перешёл в клуб из QMJHL «Монктон Уайлдкэтс», тем самым отказавшись от права участия в лигах NCAA.
В сезоне 2014/15 Гарленд набрал 129 очков в регулярном чемпионате QMJHL, став лучшим бомбардиром всей CHL. По итогам сезона он попал в первую символическую сборную всех звёзд QMJHL, а также получил приз Мишель Бриер Мемориал Трофи, который вручается самому ценному игроку чемпионата.
24 декабря 2015 года Гарленд подписал трёхлетний контракт новичка с «Аризона Койотис», выбравшими его на драфте НХЛ 2015 года в 5-м раунде под общим 123-м номером. По окончании сезона 2015/16 Конор перешёл в фарм-клуб «койотов» клуб АХЛ «Тусон Роудраннерс». 2 декабря 2016 года он забил свой первый гол на профессиональном уровне в ворота клуба Сан-Диего Галлз.
Первый вызов в НХЛ Конор получил в сезоне 2018/19 в декабре 2018 года. 8 декабря 2018 года он дебютировал в НХЛ в матче против «Сан-Хосе Шаркс». В 35 матчах сезона он забил 12 голов, тем самым закрепившись в основе «Койотис». 27 февраля 2019 года он подписал контракт с «Аризоной» на 2 года и сумму 1,55 млн. долларов.
В 2025 году Гарленд был вызван и играл за основную сборную США на Чемпионате мира 2025, на котором сборная США выиграла золото.